# Halorån
Halorån is een van de (relatief) kleine riviertjes die het Zweedse eiland Gotland rijk is. Deze kleine rivier stond ooit bekend als de meest vervuilde rivier van Gotland. Het diende als open riool van bewoners van Hemse tot Ronehamn, maar kreeg ook veel stoffen uit kunstmest te verwerken. De naamgever van de rivier is de oude boerderij Halor net buiten Rone. Het afwateringsgebied is circa 2500 hectare.